# Grigorij Siłkin
Grigorij Pietrowicz Siłkin (ros. Григорий Петрович Силкин, ur. 27 listopada 1898, zm. 1964) – radziecki działacz partyjny.

## Życiorys
Służył w Armii Czerwonej, 1923-1925 był przewodniczącym rady wiejskiej i spółdzielni rolniczej, później redaktorem gazety fabryki im. Swierdłowa w Moskwie i redaktorem literatury historyczno-partyjnej. Był członkiem RKP(b)/WKP(b), 1929-1933 studiował w Instytucie Literackim, od lutego do 15 marca 1938 był III sekretarzem Biura Organizacyjnego KC WKP(b) na obwód tambowski, a od 19 marca do maja 1938 III sekretarzem Komitetu Obwodowego WKP(b) w Tambowie. Od maja do lipca 1938 był II sekretarzem Komitetu Obwodowego WKP(b) w Tambowie, od lipca 1938 do 1940 I sekretarzem Komitetu Obwodowego WKP(b) w Tambowie, a od 21 marca 1939 do 20 lutego 1941 członkiem Centralnej Komisji Rewizyjnej WKP(b).